# Драгутин Бабич
Драгутин Бабич (сербохорв. Dragutin Babić, нар. 5 листопада 1897, Сень — пом. 17 травня 1945, Загреб) — югославський футболіст, що грав на позиції нападника, а потім захисника наприкінці кар'єри.
Виступав, зокрема, за клуб «Граджянскі», а також національну збірну Югославії.
Чотириразовий чемпіон Югославії. Старший брат футболіста Ніколи Бабича.

## Клубна кар'єра
У дорослому футболі дебютував 1921 року виступами за команду клубу «Граджянскі». Тричі у складі команди цього клубу ставав чемпіоном Югославії. Загалом у складі «Граджянскі» зіграв у 1921—1929 роках в 132 офіційних іграх і забив 86 м'ячів. Серед них 20 матчів і 4 голи у чемпіонаті Югославії, 85 матчів і 67 голів у чемпіонаті Загреба, 24 матчі і 14 голів у кубку Загреба, 2 матчі у кубку Мітропи, 1 матч і 1 гол у кваліфікації до кубку Мітропи.
Завершив професійну ігрову кар'єру у загребській «Конкордії», за команду якого виступав протягом 1929—1931 років. В 1930 році виграв з командою перший в її історії титул чемпіона Югославії. Для потрапляння до фінального турніру клуб посів друге місце у  чемпіонаті Загреба, а потім у кваліфікації переміг «Ілірію» з Любляни.  У фінальній шістці «Конкордія» набрала 15 очок, на два випередивши «Югославію» і «Хайдук». На рахунку Бабича, якій на той час уже виступав на позиції захисника, 10 матчів у фінальному турнірі і два в кваліфікації
У 1931 році став з командою срібним призером чемпіонату, зігравши у фінальному турнірі 7 матчів. 
Помер 17 травня 1945 року на 48-му році життя.
| Дата       | Місто    | Господарі      | Результат | Гості     | Турнір                  | Голи | Примітки |
| ---------- | -------- | -------------- | --------- | --------- | ----------------------- | ---- | -------- |
| 28.10.1921 | Прага    | Чехословаччина | 6 – 1     | Югославія | товариський матч        | -    |          |
| 08.06.1922 | Белград  | Югославія      | 1 – 2     | Румунія   | Кубок короля Олександра | -    |          |
| 10.06.1923 | Бухарест | Румунія        | 1 – 2     | Югославія | Кубок короля Олександра | -    |          |
| 28.10.1923 | Прага    | Чехословаччина | 4 – 4     | Югославія | товариський матч        | 1    |          |
| 10.02.1924 | Загреб   | Югославія      | 1 – 4     | Австрія   | товариський матч        | -    |          |
| 26.05.1924 | Коломбо  | Уругвай        | 7 – 0     | Югославія | Олімпійські ігри – 1/8  | -    |          |
| 10.04.1927 | Будапешт | Угорщина       | 3 – 0     | Югославія | товариський матч        | -    |          |
| 08.04.1928 | Загреб   | Югославія      | 2 – 1     | Туреччина | товариський матч        | 1    |          |
| 15.03.1931 | Белград  | Югославія      | 4 – 1     | Греція    | Балканський кубок       | -    |          |
| 19.04.1931 | Белград  | Югославія      | 1 – 0     | Болгарія  | Балканський кубок       | -    |          |
| Усього     |          | Матчів         | 10        |           | Голів                   | 2    |          |

## Титули і досягнення
- Чемпіон Югославії (4):

«Граджянскі»: 1923, 1926, 1928
«Конкордія»: 1930
- Чемпіон футбольної асоціації Загреба:

«Граджянскі»: 1919, 1920, 1922-23, 1923-24, 1924-25, 1925-26, 1927-28
- Володар кубка Загреба:

«Граджянскі»: 1923, 1927, 1928
- Срібний призер Балканського кубка:

Збірна Югославії: 1929-31
- Володар кубка короля Олександра:

Збірна Загреба: 1924